# Christy - Ritorno a Cutter Gap
Christy - Ritorno a Cutter Gap (Christy: Return to Cutter Gap, noto anche come Christy: The Movie) è un film per la televisione del 2000 diretto da Chuck Bowman.
La pellicola, tratta dal romanzo Christy (1967) di Catherine Marshall, è un sequel della serie televisiva Christy (1994–1995) ed è seguita a sua volta dalla miniserie in due puntate Christy - Le scelte del cuore (Christy: Choices of the Heart, 2001).